# Túl a holtponton
A Túl a holtponton (eredeti cím: Deadlock) 2021-es amerikai akció-thriller film Jared Cohn rendezésében. A főszerepben Patrick Muldoon és Bruce Willis látható. Az Egyesült Államokban 2021. december 3-án jelent meg a Saban Films forgalmazásában.

## Cselekmény
Ron Whitlock körözött bűnöző egy zsoldosokból álló csapat vezetésével bosszúhadjáratot folytat. Meggyőződve arról, hogy a kormány ellenük dolgozik, a kegyetlen csoport erőszakkal elfoglal egy erőművet, és mindenkit túszként tart fogva. Egy közeli város a hatalmas áradás és pusztulás szélén áll, és egy nyugalmazott katonai vadőrnek kell megmentenie több ezer ártatlan életet, mielőtt túl késő lenne.

## Szereplők
- Patrick Muldoon – Mack[4]
- Bruce Willis – Ron Whitlock
- Michael DeVorzon – Smith[5]
- Billy Jack Harlow – Decker[4]
- Kelly Lynn Reiter – Amy Rakestraw[4]
- Matthew Marsden – Boon
- Ava Paloma – Sophia
- Shep Dunn – Henchman Slim

## Filmkészítés
A forgatás 2021 februárjában fejeződött be.

## Megjelenés
A Saban Films 2020 júniusában megvásárolta a film észak-amerikai és brit forgalmazási jogait.

## Elismerések
| Év   | Díj             | Kategória                                              | Jelölt       | Eredmény     | Forr. |
| ---- | --------------- | ------------------------------------------------------ | ------------ | ------------ | ----- |
| 2022 | Arany Málna díj | Bruce Willis legrosszabb alakítása egy 2021-es filmben | Bruce Willis | Visszavonták | [ 9 ] |

## Fordítás
- Ez a szócikk részben vagy egészben  a   Deadlock (2021 film) című angol Wikipédia-szócikk fordításán alapul.  Az eredeti cikk szerkesztőit annak laptörténete sorolja fel. Ez a jelzés csupán a megfogalmazás eredetét és a szerzői jogokat jelzi, nem szolgál a cikkben szereplő információk forrásmegjelöléseként.